# Ctenactis
Genre
Ctenactis est un genre de coraux durs de la famille des Fungiidae.

## Liste d'espèces
Selon World Register of Marine Species (4 juillet 2015) et ITIS (4 juillet 2015), le genre Ctenactis comprend les espèces suivantes :
- Ctenactis albitentaculata Höksema, 1989
- Ctenactis crassa Dana, 1846
- Ctenactis echinata Pallas, 1766